# Postgeschichte und Briefmarken Hannovers

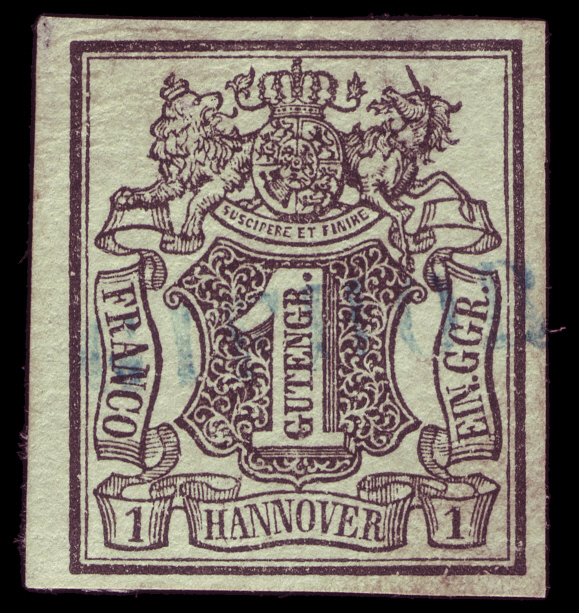
Die unter Generalpostdirektor Wilhelm August von Rudloff herausgegebene erste Briefmarke Hannovers, 1850/1851

Die Postgeschichte von Hannover erstreckt sich von der Erhebung Hannovers zum Kurfürstentum 1692 bis zum Übergang in die preußische Postverwaltung 1867 nach der Annexion des Königreichs Hannover durch Preußen 1866.

## Geschichte
Nachdem 1692 mit der Erhebung Hannovers zum Kurfürstentum aus der bisherigen „Fürstlich Braunschweig-Lüneburgischen Post“ eine „Churfürstlich Hannoversche“ geworden war, übernahm am 23. Oktober 1736 die Königlich Grossbritannische Churfürstlich Hannoversche Regierung das gesamte Postwesen. Damit schied es aus Braunschweig-Wolfenbüttel aus.
Thurn und Taxis erreichte im Postvertrag von Wien vom 25. Juni 1748 das Recht, die Kaiserliche Reichspost in Hannover wieder einzuführen. 1790 hob die Regierung sämtliche Thurn und Taxisschen Postanstalten im Kurfürstentum wieder auf, gestattete aber den Durchgang geschlossener taxisscher Felleisen, gegen ein Transitporto. Auch der Reichsdeputationshauptschluss vom 25. Februar 1803, der Thurn und Taxis die Gerechtsame eines Generalpostmeisters gewährleistete, änderte daran nichts. Das Postwesen in Hannover blieb staatlich unter dem Finanz- und Handelsministerium.
Die hannoversche Post unterhielt Postämter in Hamburg und Bremen. 1848 gab es insgesamt 26 Postämter, 185 Postexpeditionen und 129 Postrelais.
1850 wurden Briefmarken eingeführt. 1851 trat Hannover dem Deutsch-Österreichischen Postverein bei. 1857 wurden Ganzsachen-Umschläge verausgabt. 1858 wurde die Groschen-Währung eingeführt, wodurch eine Neufassung der Posttaxordnung nötig wurde.
Nach der Kapitulation gegenüber Preußen im Deutschen Krieg 1866 wurden ab 1. Oktober 1866 preußische Briefmarken verwendet. Zum 1. Januar 1867 wurde die Hannoversche Postverwaltung in die preußische Postverwaltung eingegliedert.

## Hannoversche Inland-Taxe von 1814 bis 1866

### Tarif vom 1. April 1814

Tarif von 1814

Er löst die bis dahin angewandte Westphälische Posttaxe ab. Der neue Tarif wird in Landesmünze angegeben.
»Georg, Prinz-Regent etc. hat es für erforderlich erachtet, die im Jahre 1755 publizierte Posttaxe revidieren und ergänzen und die abgeänderte Post-Taxe zu jedermanns Nachricht öffentlich bekannt machen zu lassen.« So beginnt die Verordnung, in Betreff der vom 1. April 1814 an, einzuführenden Post-Taxe, vom 19. März 1814 veröffentlicht in der Gesetz-Sammlung.
Der neue Tarif baut auf die Brief-Taxe auf. Für Akten, Pakete und Geldsendungen wird jeweils das x-Fache des Briefportos erhoben. Schwierigkeiten gibt es anfangs bei der Festlegung der Entfernungen zwischen den einzelnen Postorten. Erst die hannoversche Landesaufnahme von 1818 ermöglicht die exaktere Bestimmung der Entfernungen zwischen den einzelnen Postorten. Bis es so weit ist, müssen die alten Meilenangaben weiter angewendet werden.
Briefe: Auf Verlangen des Absenders können Briefe über 4 Lot mit der fahrenden Post versandt werden, berechnet nach der Akten-Taxe. Akten-Sendungen können wiederum auf ausdrücklichen Wunsch des Absenders auch mit der reitenden Post, berechnet nach dem Briefporto, befördert werden.
Local-Taxe: Für Post zu den Briefsammlungen, also in Orte ohne eigene Postanstalt, die an einer Postroute liegen und einen Posttaschentausch vereinbart haben, ist neben dem Porto bis zum nächsten Postort (ggf. aus beiden Richtungen), noch eine Binnen-Taxe zu erheben bzw. zu vergüten.
Akten-Taxe: Alle Pakete mit Akten, wozu Manuskripte oder Dokumente ohne angegebenen Wert rechnen, eignen sich zur Versendung mit der fahrenden Post und werden mit der reitenden Post nur auf ausdrückliches Verlangen des Absenders befördert, in diesem Falle aber auch nach der Brief-Taxe bezahlt.
Warenproben: Briefe mit Warenproben und kleine Druckschriften zahlten bei der reitenden Post ein ermäßigtes Porto. Warenproben über 4 Lot werden mit der fahrenden Post befördert und nach der Päckerei-Taxe für Viktualien (¼ der Päckerei-Taxe) bezahlt.
Päckerei-Taxe: Von Büchern, gebrauchten Kleidungsstücken und Viktualien, wird ½ der obigen Taxe weniger gezahlt (wird 1834 aufgehoben). Die Taxe eines Päckerei-Stücks darf in keinem Falle weniger, als das doppelte Briefporto, betragen. Ist bei Päckereien der Wert angegeben, so wird die Silber- oder Päckerei-Taxe angewendet. Je nachdem, ob die eine oder andere für die Post vorteilhafter ist.
Garantie: Für Päckereien, deren Wert nicht angegeben wurde, erstattet die General-Postkasse, im Falle des Verlustes, höchstens 10 Taler, und auch diese nur, wenn das verlorene Poststück so viel Wert war.
Geldtaxe: Für kleine Silber-Münzen, mit Ausschluss der 2 Ggr. Stücke, wird ⅓ mehr, für Gold ¼ weniger, als obige Taxe bezahlt. — Von Summen unter 100 Taler wird weniger bezahlt. In keinem Falle darf jedoch das Porto für Silber oder Gold über einen Taler, weniger als doppeltes Briefporto betragen. Bei Summen über 100 Taler werden die vorkommenden Sätze zwischen 1 und 100 Taler wie nebenstehend taxiert. Für einen Postschein über Geld und Geldes Wert werden 4 Pf. entrichtet.
Allgemeine Bemerkungen: Geld und Kostbarkeiten dürfen in der Regel nur mit den fahrenden Posten versandt werden; doch können auf Gefahr des Absenders Summen bis 10 Taler auch mit der reitenden Post befördert werden, es wird aber in solchen Fällen kein Postschein erteilt. Kostbarkeiten als: Juwelen, Spitzen, Tressen und andere Sachen von Wert, deren Gewicht dem des Goldes ungefähr gleichkommt, ferner: Banknoten, Obligationen au porteur, Zins-Coupons und sonstige Papiere von angegebenem Wert, welche im Falle des Verlustes nicht von neuem auszufertigen sind, wofür daher auch Garantie geleistet wird, werden nach der Gold-Taxe bezahlt.
Von allen zu Post gelieferten Geldern, auch Gold- und Silber-Barren, muss der Wert genau auf der Adresse angegeben werden. Wird ein Teil des Inhalts verschwiegen, so sollen 10 Prozent der verheimlichten Summe zum Vorteil der Post-Kasse »confisciert« werden.
Briefe und Adressen zu Geldern und Päckereien zahlen kein Porto, insofern sie nicht über ein Lot wiegen. Wiegt ein solcher Brief mehr, so soll für das Gewicht über 1 Lot die Brief-Taxe bezahlt werden. Gold und Silber soll nicht zusammengepackt, auch soll kein Geld mit Akten oder anderen Sachen zusammengepackt werden.
Jedes Päckerei-Stück muss mit einer besonderen Adresse, auch mit Buchstaben, dem Bestimmungsorte und der Geld- oder Wertsumme (falls letztere deklariert worden) bezeichnet sein.
Wenn jemand, um das Porto zu sparen, Briefe in Pakete oder Schachteln und dergleichen verpackt, absenden sollte, so sollen im Entdeckungsfalle solche Briefe mit dem vierfachen Porto belegt werden.
Das General-Post-Direktorium ist ermächtigt, die Brief- und Päckerei-Taxe zwischen bedeutenden Handelsplätzen, so wie die Geld-Taxe bei häufiger Versendung von Wechselhäusern. zu ermäßigen.
Bestellgeld: Die Briefträger erhalten für die Bestellung eine Gebühr. Sie beträgt je Briefe 2 Pfennig, je-Paket-Adresse 4 Pfennig.
Postvorschuss: Am 18. Oktober 1815 geht es in der Verfügung um die Berechnung des Vorschusses und der Procura-Gebühren. Postvorschüsse waren Sache des Post-Rechnungsführers (Post-Beamten). Zum gewöhnlichen Porto der Sendung, kommt die Procura-Gebühr. Ein Porto nach der Geld-Taxe darf nicht erhoben werden. Bei ins Ausland gebenden Vorschüssen ist keine Grenzabgabe zu zahlen. Es war zu zahlen: bis 10 Taler einschließlich 1 Gutegroschen, 3 Pfennig, bis 15 Taler 11 Ggr., 3 Pfg. darüber, je Taler weitere 9 Pfennige.

### Tarif vom 1. September 1818

Tarif von 1818

Durch die Einführung der neuen Conventionsmünze ist es erforderlich, eine neue Posttaxe zum 1. September 1818 herauszugeben.
Brief: Ein einfacher Brief wird weiterhin bis 1 Lot incl. gerechnet. Geändert haben sich die Entfernungsstufen.
Die Gewichts-Progression von 1814 blieb unverändert.
Local-Taxe: Auch sie bleibt unverändert.
Akten-Taxe: Sie hat sich nur bei größeren Entfernungen geringfügig geändert.
Päckerei-Taxe: Bücher, Viktualien, gebrauchte Kleidungsstücke und überhaupt alte und solche Sachen, welche wenig Wert haben, werden wie geringe Sachen taxiert. Sachen von angegebenem Wert zahlen die Päckerei-Taxe, je nachdem, ob diese oder jene für die Postkassen am vorteilhaftesten ist. Kommt das Gewicht des Päckerei-Stücks dem des Goldes gleich, so wird die Gold-Taxe in Anwendung gebracht. Die bei Päckereisendungen über 1 Pfund etwa vorhandenen Lote. werden, unter 16 Lot gar nicht und von 16 bis 32 Lot wie 1 Pfund gerechnet. Wenn der Totalbetrag Bruchpfennige ergibt, so sollen solche die unter ½ gar nicht, von ½ aber und darüber als ganzer Pfennig erhoben werden.
Geld-Taxe
- a) für 100 Taler Silber, von 2 Ggr. Stücken an, vierfaches Briefporto.
- b) für 100 Taler Gold das dreifache Briefporto.

Die bei Geldsendungen befindlichen Ggr. werden unter 12 Ggr. nicht, von 12 Ggr. an, bis 1 Taler wie ein voller Taler taxiert. Geldmünzen in geringeren Sorten, als 2 Ggr. Stücke, werden nach dem Gewicht taxiert, wenn nicht der Betrag des Portos nach der Geld-Taxe höher, als nach dem Gewichte sich beläuft. Bei Summen über 100 Taler bleibt es bei den Vorschriften von 1814, ebenso verhält es sich mit dem Postschein.
Allgemeines: Poste-restante-Sendungen werden drei Monate bereitgehalten. Die Versendung von Geld und Wertsachen erfolgt nur mit den fahrenden Posten, Summen bis 10 Taler können jedoch, auf Verlangen des Absenders, auch mit der reitenden Post versandt werden, nur wird dieserhalb kein Postschein erteilt und keine Gewähr geleistet. Für den deklarierten Wert wird in dem Bezirk der Kgl. Post, für jeden, durch Nachlässigkeit oder Veruntreuung veranlasste Defekt oder Verlust, Garantie geleistet. Für Päckereien, wenn deren Wert nicht angegeben ist, wird im Falle des Verlustes, höchstens 10 Taler und nur dann erstattet, wenn der Wert des verlorenen Poststücks 10 Taler oder darüber ausmacht. Wenn Gold und Silber sonst zusammengepackt bei einem Postbüro eingehen sollte, so ist die Sendung nach der Taxe von grobem Silber zu taxieren. Die Postdirektion ist ermächtigt, die Brief- und Päckereitaxe zwischen bedeutenden Handelsorten, sowie die Geldtaxe bei häufiger Versendung von Wechselhäusern, zu moderieren.
Am 20. August 1818 lesen wir in einem Auszug aus den über das Postwesen erlassenen Verfügungen die neuen Regelungen über die Orts-Zustellung.
- 1. Der Briefträger erhält für die Abtragung der Briefe, Briefpakete oder die Adresse zu einem Päckereistück 2 Pf., je Adresse zu Geldern 4 Pf. nach der Taxe von 1814.
- 2. wer seine Briefe selber abholt, zahlt nicht, dies muss jedoch dem Postamt vorher bekannt sein,
- 3. Geldbriefe und Päckereien müssen selber abgeholt werden. Verabredung mit dem Postboten ist möglich,
- 4. wird ein Paket über 8 Lot auf Wunsch durch den Wagenmeister zugestellt, so ist für jedes tragbare Stück 1 Ggr. für jedes mit der Schiebkarre fortzubringende Stück 2 Ggr. an Bestellgebühr zu entrichten.
- 5. Gilt auch für Reisegepäck.

Durch Circular vom 13. September 1819 sind Adressbriefe über 1 Lot mit der Akten-Taxe, nach dem vollen Gewicht anzusetzen.

### Tarif vom 1. Juli 1834

Tarif von 1834

Die Berechnung der Entfernung erfolgt für alle mit der Post zu befördernden Sendungen, ausschließlich auf die gerade Entfernung, ohne Rücksicht auf die von der Post zurückzulegenden Wege. Die Entfernung wird nach einer von der General-Post-Direktion gezeichneten Karte durch Anlegen des Maßstabes ermittelt. Inlandssendungen, sofern nicht die Frankierung ausdrücklich vorgeschrieben ist, kann unfrankiert oder bis zum Bestimmungsort frankiert aufgegeben werden. Eine teilweise Frankatur ist unzulässig und würde auch das Porto erhöhen.
Brief: Das Gewicht eines einfachen Briefes wird auf ¼ Lot bestimmt. Erneut werden die Meilenabstände (ab 6 Meilen) neu geregelt. Die Recommandations-Gebühr beträgt 2 Ggr. je Brief und ist, zusätzlich zum gewöhnlichen Briefporto nach dem Gewicht, im Voraus zu zahlen. Der Schein ist unentgeltlich. Wird ein Rückschein (Retour-Recepisse Druck-Nr. 52) verlangt, so ist, bei der Zustellung, 2 Ggr. zu zahlen.
Akten-Taxe: Für geschriebene Gegenstände über 2½ Lot, wie Akten, Prozessakten, Manuskripte, Dokumente, Rechnungen, ausgefüllte Formulare etc. ohne Wertangabe. Ist ein Wert angegeben so kommt die Gold-Taxe in Anwendung, sofern nicht die Akten-Taxe höher ist. Wenn mehrere Akten-Pakete an eine Adresse gehen, wird jedes Paket einzeln austaxiert.
Drucksachen: Diese Sendungsart wird am 1. April 1834 neu eingeführt. Gedruckte und lithographierte Sachen, wie Zeitungen, Journale, Broschüren, Circulare, Preislisten usw., in denen nicht geschriebenes enthalten sein darf, und wenn sie unter Kreuz- oder Streifband versandt werden, zahlen im Voraus bis maximal 7½ Lot den vierten Teil des dem Gewicht entsprechenden Briefporto. Drucksachen über 7½ Lot werden wie Pakete taxiert. Unfrankierte Sendungen, etwa aus dem Ausland, werden wie Briefe taxiert.
Päckerei-Taxe: Keine Unterscheidung des Inhalts mehr. Unterscheidet nun zwischen Handpaketen bis 15 Pfund und größeren Paketen. Bei Handpaketen werden überschießende Lote taxiert, bei größeren über 15 Lot nicht, sehr wohl aber überschießende Pfunde. Gehören mehrere Pakete zu einer Adresse, so ist jedes einzeln zu taxieren. Für Pakete mit Wertangaben kommt die Geld-Taxe zur Anwendung, vorausgesetzt die Päckerei-Taxe beträgt mehr.
Geld-Taxe: Man unterscheidet zwischen Sendungen bis 100 Taler und Sendungen von 100 Talern und darüber sowie zwischen Silber und Gold-Sendungen. Überschießende Gutegroschen werden nicht berechnet. Man zahlt z. B. für 1 Taler 23 Ggr. 11 Pf nur einfaches, für 25½ Taler zweifaches Porto.
Für Kupfergeld, Scheidemünzen und kleine Silber-Münzen (wenn 100 Taler mehr als 9 Pfund wiegen), sind nach dem Gewicht der Päckerei-Taxe, und wenn diese höher ausfällt als die Geld-Taxe von Wert, zu berechnen.
Silber-Sendungen sind in Talern Courant nach dem 21 Gulden-Fuß zu deklarieren. Bei anders deklarierten Sendungen (z. B. aus dem Ausland) haben die Postbeamten eine Reduktion vorzunehmen und nur diese Summen auf dem Aufgabe-Schein zu vermerken. Es rechnen:
Bei mehreren Geldsendungen an eine Adresse ist die Taxe vom Gesamtbetrag zu erheben. Bestehen Sendungen aus Gold und Silber, so ist die für den Versender günstigste Taxe zu berechnen. Also, entweder getrennt, nach der Gold- und Silber-Taxe, oder ausschließlich nach der Silber-Taxe. In der Regel soll aber Gold und Silber nicht zusammengepackt werden. Es ist jedoch erlaubt zur Ausgleichung einer Goldzahlung bis 3 Taler Silbergeld beizulegen. In diesem Falle kommt die Gold-Taxe zur Anwendung. Bei Übertretung (z. B. aus dem Ausland) ist, die Gold enthaltende Sendung, nach der Silber-Taxe zu taxieren. Geld mit Schriften oder Gütern zusammen zu packen ist nicht gestattet. Ist es dennoch geschehen, so ist das Geld für sich und der Rest des Pakets nach dem Gewicht zu errechnen. Es sind in solchen Fällen je 5 Taler Gold = ½ Lot, je ein Taler Silber = 2½ Lot vom Gewicht der Sendung abzuziehen.
Papiergeld und Wertpapiere: Papiergeld unterliegt der Taxe für Gold. Ein Taler Papiergeld wird einem Taler Gold gleich gerechnet. Wertpapiere, in- und ausländische StaatsObligationen, auf den Inhaber oder auf Namen lautende, öffentliche und Private-Schuldverschreibungen aller Art, Zins-Coupons, Wechsel und dergleichen, müssen nicht angegeben werden. Bei angegebenem Wert, wodurch Garantie verlangt wird, findet ebenfalls die Gold-Taxe Anwendung, oder die Akten-Taxe, wenn diese mehr beträgt.
Ortszustellung: Für die Postzustellung innerhalb eines Ortes werden erhoben: Für ein Adresspaket, eine Adresse, einen Abforderungsschein zu einem Paket oder einer Geldsendung 6 Pf. Zeitungsbestellgebühren gelten für ein Vierteljahr. Für die Bestellung außerhalb des Ortes, sofern dahin ein Bote geht, und für die Zustellung ins Haus von Päckereien und Geld, bestimmt die Generalpostdirektion die dafür zu entrichtende Gebühr den Orts-Umständen gemäß.
Postvorschüsse: Postbeamte sind nicht verpflichtet Vorschüsse zu leisten. Es bleibt ihnen überlassen, ob sie sie aus ihren Mitteln und auf ihre Gefahr sofort bar oder nach einer höchstens fünf Wochen dauernden Laufzeit leisten wollen. Leistet er Vorschuss, so stehen ihm dafür die Procura-Gebühren zu. Der Vorschussnehmer hat die Gebühr auch zu entrichten, wenn der Vorschussbrief nicht angenommen wurde und der Brief zurückkommt. Vorschussbriefe sind auch von sonst portofreien Behörden oder Personen, so wie an solche gerichtet, portopflichtig.
Laufzettel: Bei Fahrpost-Gegenständen und rekommandierende Briefen kann zur Nachprüfung des Verbleibs, die Absendung eines Laufzettels verlangt werden. Dafür ist einfaches Briefporto zu zahlen. Es wird zurückerstattet, wenn ein Fehler der Post nachgewiesen ist. Laufzettel zur Nachforschung nach einem Laufzettel sind portofrei.
Allgemeine Bemerkungen: Adressbriefe zu Fahrpostsendungen, als Akten, Päckereien, Gelder und Wertpapiere, sind bis 3/4 Lot frei. Schwerere Briefe zahlen nur für das überschießende Gewicht, bis 2½ Lot (Gesamtgewicht bis 3¼ Lot) nach der Brief-Taxe, darüber nach der Akten-Taxe.
Bei Sendungen mit angegebenem Wert ist vom Postbeamten ein Aufgabe-Schein auszustellen, Scheingeld 6 Pf. Bei Fahrpost-Sendungen ohne Wertangabe kann ein Aufgabeschein (Druck Nr. 13c) mit den Worten »gegen Schein« auf der Adresse verlangt werden. Im Frankierungsfalle zahlt der Absender das Scheingeld sonst der Empfänger.
Für nicht zustellbare Sendungen, sowie die Rücksendung für Poste-restante-Gegenstände ist außer den möglicherweise im Ausland entstandenen Kosten zu entrichten: Briefe.- für frankierte Briefe, nichts, für unfrankierte Briefe, einmalig inländisches Porto, (Ausnahme die aus dem Thurn und Taxischen Post-Gebiet). Müssen Päckereien und Gelder nachgesandt werden, so zahlen sie das Porto für die Tour- und Retour-Sendung. Briefe die weitergesendet werden, zahlen nur das Porto von Absendeort bis zum ersten oder letzten Bestimmungsort, je nachdem, welches das höhere ist. Z.B. Brief von Hannover nach Osnabrück (Taxe 2½ Ggr.), weiterbefördert nach Göttingen (Taxe 2 Ggr.). Es ist auch dann 2½ Ggr. zu zahlen, wenn der Brief zwischendurch auch noch nach z. B. Aurich (Taxe 3½ Ggr.) zu leisten gewesen wäre. Wird bei der Portoberechnung ein Bruchpfennig ermittelt, so wird er unter ½ Pfennig nicht, darüber als ganzer Pfennig gerechnet.
Summen bis 5 Taler in Silber und bis 20 Taler in Gold dürfen in Briefen versandt werden.
Fahrpost-Sendungen, mit Ausnahme derer in Briefform und der Schriften in Quart- und Halb-Folio, müssen von einer Brief-Adresse oder in offener Form begleitet sein. Die Bezeichnung und das Siegel müssen völlig gleich sein. Eine Quittung über bezahltes Porto muss nicht erteilt werden. Dazu dienen die Brief-Adressen und Scheine, auf denen das Porto notiert ist. Briefe, Adressen und Scheine dürfen erst nach Zahlung des Portos ausgehändigt werden. Es ist dem Postbeamten erlaubt, auf eigene Gefahr, Porto zu kreditieren und dafür eine „billige Vergütung in Anspruch nehmen“.
Bei Sendungen mit angegebenem Wert wird bei Verlust für diesen Wert Ersatz geleistet. Bei „für die ohne Wertangabe aufgelieferten Sachen“ - 10 Taler.
Es bleibt bei der Möglichkeit der Ermäßigung der Porto-Taxe von Geld- und Päckerei-Sendungen durch die Post-Direktion zwischen bedeutenden Handelsorten oder bei beträchtlichen und häufigen Sendungen durch einzelne.
Am 19. August 1836 erschien das Gesetz über Maß und Gewichte. Es teilt das Pfund in zweiunddreißig Lot. Das Lot hat vier Quäntchen.
Zum 1. Julius 1841 werden für Akten-Sendungen über 2 Pfund und bis 21 Pfund nur (wie bisher für Akten über 1 bis 2 Pfund) das siebenfache Brief-Porto. für schwerere Akten-Sendungen aber die Päckerei-Taxe erhoben.

Änderungen bis 1850

Es ändert sich der Tarif für Papiergeld zum 1. September 1847. Für Geldscheine unter 2 Taler ist keine Versicherungsprämie zu zahlen, dennoch wird voller Ersatz geleistet. Sonstige Wertpapiere, als in- und ausländische Staatsobligationen, auf den Inhaber oder auf Namen lautend, dann öffentliche oder private Schuldverschreibungen aller Art, Aktien, Zinskupons, Wechsel und dergleichen, unterliegen der gezwungenen Deklaration nicht. Ist gleichwohl der Wert angegeben, so ist dies so anzusehen, dass die Garantie verlangt wird. Es findet die gleiche Taxe Anwendung, welche für Papiergeld bestimmt ist. Werden Wertpapiere nur unter allgemeiner Angabe des Inhalts, ohne Deklaration des Wertes, versandt, so tritt bis 2½ Lot die Brieftaxe, über 2½ Lot die Akten-Taxe ein. Papiergeld mit barem Geld zusammenzupacken ist nicht gestattet, wird es dennoch gemacht, wird die Taxe für bares Geld in Ansatz gebracht. Papiergeld mit Schriften oder Sachen zusammenpacken ist erlaubt.

### Tarif vom 1. Oktober 1850

Tarif von 1850

Die Taxe für Briefpostsendungen ist zwischen allen Postorten ohne Rücksicht auf die Entfernung die gleiche. Ausnahmen sind die Local-Taxen. Die Taxe der Fahrpost richtet sich nach der Entfernung der Postorte voneinander, welcher in gerader Richtung zu ermitteln ist. Es gilt das Zollgewicht, das Zollpfund zu 32 Lot gerechnet. Sendungen aus dem Ausland, mit anderen Gewichtsangaben (Cölnisch, Hannoversches Landesgewicht) sind zu akzeptieren und als Zollgewicht zu nehmen. – Ab dem 25. November 1854 rechnet das Zollpfund 30 Lot (Gesetzsammlung 1854 Nr-51). – Es besteht kein Frankierungszwang, Teilfrankierungen sind jedoch nicht statthaft. Für Correspondenzen ins Ausland gelten ggf. Ausnahmen. Alle Portobeträge sollen auf Viertel-Gutegroschen aufgehen. Wenn nun Additionen Pfennige und Bruchpfennige ergeben so ist die Abrundung vorzunehmen.
Briefe: Die Taxe eines einfachen Briefes, der nicht volle 1 Lot wiegt, beträgt auf alle Entfernungen 1 Gutegroschen. Briefe die 8 Lot oder mehr wiegen, oder die das Oktavformat überschreiten, sind wie Fahrpostsendungen zu behandeln, können aber auf Verlangen auch mit der Briefpost befördert werden. In diesem Falle ist für jedes Lot das einfache Briefporto zu entrichten. Sie dürfen jedoch nicht größer als das halbe Folioformat sein. Diese Bestimmungen gelten für Briefe und Aktensendungen ohne angegebenen Wert.
Besonderheiten:
- 1. Das Kgl. Hannoversche Postamt zu Hamburg wird die Taxe der einfachen Briefe bis auf weiteres mit 2 Schillingen Hamburger Courant erheben und mit 1 Ggr. 2 Pf Hannoversche Courant berechnen, bei den sonstigen Taxen aber lediglich den Tarif befolgen.
- 2. Die Sendungen nach Norderney unterliegen der Taxe von Norden.

Briefe mit Warenproben: Gilt für Briefe mit anhängender oder auf äußerlich erkennbare Weise eingelegten Warenproben. Probensendungen von 8 Lot und darüber werden wie Fahrpostgegenstände behandelt.
Kreuzbandsendungen: Gilt für gedruckte oder lithographierte Sachen, als Zeitungen, Journale, Broschüren, Circulare, Preiscourante, Empfehlungsschreiben und dergleichen. Dergleichen Sendungen dürfen außer der Adresse, dem Datum und der Namensunterschrift nicht geschriebenes enthalten und müssen bei der Aufgabe frankiert werden. Sind die Bedingungen nicht erfüllt greift die Brieftaxe. Kreuzbandsendungen über 8 Lot und darüber werden mit der Fahrpost befördert. Es ist erlaubt, mehrere Exemplare mit unterschiedlichen Adressen unter Kreuzband zu versenden, nicht aber unter Umschlag mit eigener Adresse.
Fahrposttaxe: Die Taxe der Fahrpostsendungen wird nach Maßgabe der Entfernung, des Gewichts und des angegebenen Wertes bestimmt. Zur Taxierung der Taxen sind die Entfernungen aller Postbüros untereinander nach dem Meilenzeiger zugrunde gelegt. Nachzusendende Päckereien und Gelder, sind für die ganze Entfernung, und zwar immer von einem Bestimmungsort zum anderen, zu entrichten. Für die Zurückschickung unanbringlicher Fahrpostsendungen ist vom Auftraggeber sowohl Tourals auch Retourporto zu zahlen.
Päckereitaxe: Die Taxe nach dem Gewicht beträgt für jedes Pfund auf je 2 Meilen oder deren Bruchteil, bei ausschließlicher Beförderung auf Eisenbahnen ¾ Pf., bei sonstiger Beförderung 1 Pf. Mindestens die nebenstehenden Sätze. Überschießende Lote werden bei der Anwendung nicht berücksichtigt. Wird über ein aufgeliefertes Päckereistück ein Aufgabeschein verlangt, so sind dafür 6 Pf. zu entrichten. Hamburg gehört zu den Eisenbahn-Postorten, da nur durch die Elbe von Harburg getrennt. Auch Orte, die, ohne das eine Postanstalt sich dazwischen befindet, nahe der Eisenbahn liegen, z. B. Einbeck, Gleidingen, Pattensen, gelten als Eisenbahn-Postorte.
Adressbriefe: Adressbriefe bleiben, wenn sie kein volles Lot wiegen, portofrei. Für schwerere Adressbriefe ist vom Mehrgewicht das Porto wie für andere Briefe zu entrichten.
Geld und Wertsendungen: Die Taxe nach dem Werte, die Werttaxe oder Versicherungsprämie, ist neben der Taxe nach dem Gewicht von allen Gegenständen zu entrichten, deren Wert zu 30 Taler oder höher angegeben ist. Summen bis 5 Taler in Silber und bis 200 Taler in Gold dürfen in Briefen versandt werden. Alle Sendungen mit Geld oder angegebenem Wert sind wie Fahrpostgegenstände zu behandeln. Es ist der volle Wert anzugeben, ggf. werden 10 % des verschwiegenen Betrags und Nachzahlung des notwendigen Portos fällig. Dabei sind Wertbeträge unter 50 Taler wie volle 50 Taler zu taxieren, überschießende Gutegroschen aber nicht berücksichtigt. Die Wertangabe ist in Taler Courant nach dem 14-Talerfuß zu machen, andere sind auf diese Münze zu reduzieren. Über aufgelieferte Wertgegenstände ist stets ein Aufgabeschein für 6 Pf. zu entnehmen.
Postvorschüsse: Alle Vorschusssendungen gehören zur Fahrpost. Die Postbüros sind verpflichtet, auf Verlangen bis zur Summe von 100 Talern Vorschüsse auf Briefe und sonstige Postsendungen an Adressaten im Inlande zu leisten. Für solche Vorschüsse sind Procura-Gebühr zu erheben. Sie kann im Voraus oder vom Empfänger bezahlt werden. Die Postbeamten dürfen von ihnen unbekannten Vorschussnehmern die Vorauszahlung der Procuragebühr verlangen. Außer der Procuragebühr wird für Briefe das Briefporto, für Fahrpostsendungen das Porto dafür, erhoben. Für die Rücksendung wird die Vorschussgebühr, bei Briefen auch die Briefgebühr, nicht noch einmal erhoben.
Nachzusendende Fahrpostgegenstände: Für Päckereien und Gelder, welche nachgesandt werden, ist das Porto für die ganze Entfernung, und zwar immer von einem Bestimmungsort bis zum anderen, zu entrichten. Gleiches gilt für die Rücksendung unanbringlicher Sendungen.
Laufzettel: Für einen auf Verlangen des Absenders abgesandten Laufzettel ist das einfache Briefporto zu entrichten. Die Gebühr wird erstattet, wenn der gehegte Zweifel über die richtige Bestellung einer Sendung sich als begründet erweist.
Bestellgeld: Für die Zustellung innerhalb des Ortes sind Gebühren zu zahlen. Für Zeitschriften, welche seltener als einmal wöchentlich herauskommen, ist die Distributionsgebühr wie für Briefe zu erheben. Für die Bestellung außerhalb des Ortes ist, wenn die Post dies anbietet, eine von dem General-Post-Directorio nach der Entfernung zu bemessende Gebühr zu entrichten. Ein Bestellgeld ist nicht zu zahlen, für die vom Adressaten aus dem Postbüro angeforderten Gegenstände und für Postsendungen, deren Annahme verweigert wird.
Garantie: Für Gegenstände, mit angegebenem Wert, wird dieser erstattet. Für Sendungen ohne Wertangabe werden bis zu 10 Taler Ersatz geleistet. Hierzu ist der Nachweis des Wertes notwendig. Die gleiche Entschädigung wird für rekommandierte Briefe gewährt.
Contogebühren: Sie beträgt 1 Ggr. vorm Taler des creditierten Portos, mindestens 4 Ggr. Die Postanstalten sind nicht verpflichtet, über bezahltes Porto Quittungen auszustellen. Statt deren dienen die Briefadressen und Scheine, auf welchen das Porto notiert ist. Will ein Postbeamter einer Privatperson Porto kreditieren, so geschieht es auf seine alleinige Gefahr. Für Postvorschüsse ist keine Contogebühr zu erheben.
Am 1. April 1852 werden Expressbriefe eingeführt. Die Bestellgebühr für Expressbriefe beträgt bei der Zustellung am Tage 2 Ggr., zu Nachtzeiten 4 Ggr. Briefe aus dem Inland (wie aus dem Postvereine), auf welche der Absender das schriftliche Verlangen gesetzt hat, dass sie durch einen Expressen zu bestellen sind, müssen von allen Postanstalten sogleich nach der Ankunft besonders zugestellt werden. Dergleichen Expressbriefe müssen jederzeit rekommandiert werden. Die Nachtzeit rechnet im Sommer, vom 1. April bis ultimo September von 23 bis 5 Uhr, im Winter von 22 bis 7 Uhr. Für die außerhalb des Ortes der Abgabepostanstalt zu bestellenden Expressbriefe sind, außerdem, dem Boten zu zahlenden Lohn, ohne Unterschied, ob die Bestellung am Tage oder zur Nachtzeit erfolgt, 2 Ggr. für die Beschaffung des Boten zu erheben. Der Botenlohn für die expresse Bestellung kann, nach Gutbefinden des Absenders, vorausbezahlt oder dessen Zahlung dem Adressaten überlassen werden. Für verspätete Beförderung oder Bestellung leistet die Postbehörde keine Entschädigung. Die Postbüros müssen, bei der Annahme, gegen den Aufgeber sich für das nicht vorausbezahlte Bestellgeld und Botenlohn sicherstellen, auf den Fall, dass der Empfänger die Zahlung verweigert und die Zurückrechnung erfolgt. Es war in solchen Fällen also eine Kaution zu stellen. Expressbriefe dürfen nur nach erfolgter Bezahlung aller Gebühren herausgegeben werden.
Zum 1. Januar 1853 beträgt das Scheingeld sechs Pfennig. Bei Sendungen, die nicht über den Bereich der Hannoverschen Post hinausgehen, zusammen (vom Absender oder Empfänger) zusammen mit dem Porto zu zahlen. Das Scheingeld für Sendungen nach fremden Postgebieten ist vom Absender zu zahlen, gleich ob die Sendung frankiert wird oder nicht.
Zum 1. Januar 1853 können bei jedem Postbüro Beträge bis zur Höhe von zehn Talern zur Wiederauszahlung an einen bestimmten, innerhalb des Hannoverschen Postgebiets wohnenden Empfänger bar eingezahlt werden. Es muss ein einfacher Brief oder eine Adresse sein. Die Kosten einer Baren Einzahlung beträgt die Minimaltaxe der Fahrpost, hinzu kommen sechs Pfennige für den Aufgabeschein. Zur Besorgung ist, bei frankierten Sendungen vom Aufgeber, bei unfrankierten Sendungen vom Empfänger, neben der Gebühr für den Aufgabeschein sechs Pf. und als Porto die Minimaltaxe einer Fahrpostsendung nach Maßgabe der Entfernung zu erheben. Im Falle der Unanbringlichkeit sind, falls die Gebühren nicht bereits gezahlt sind, nur die Kosten für die Hinsendung nachträglich zu entrichten.
1853 wird die Local-Taxe für Sendungen nach und von Briefsammlungen geändert. Die Gebühr beträgt von und zum nächsten Postort, ohne Weiterleitung, für den einfachen Brief sechs Pf. für einen schwereren Brief oder ein Paket, ohne Rücksicht auf Wertangabe, einen Ggr.
Zum 1. Januar 1854 werden die Mindest-Portosätze für Fahrpostsendungen ermäßigt. Sie gelten auch für die nach dem Gesetze vom 1. Januar 1853 erfolgten baren Einzahlungen über zwei Taler. Ausnahmsweise sollen Briefe mit barem Gelde unter zwei Taler, sowie bare Einzahlungen unter zwei Taler für ein Porto von einem Ggr. befördert werden.
Seit dem 25. November 1854 hat das Zollpfund nicht mehr 32 Lot, sondern = 30 Postlot. Als Landesgewicht erst seit dem 1. Juli 1857.

### Gesetz vom 1. Oktober 1858, die Posttaxe betreffend

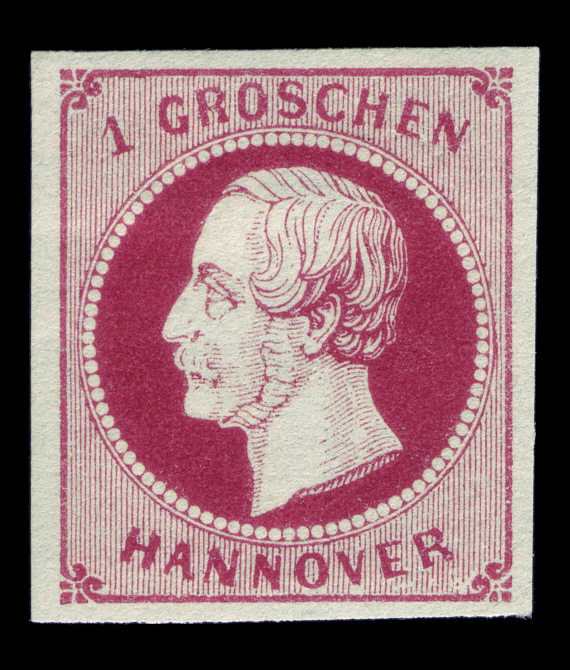
König Georg V., 1859

Georg der Fünfte, von Gottes Gnaden König von Hannover, Königlicher Prinz von Großbritannien und Irland, Herzog von Cumberland, Herzog zu Braunschweig und Lüneburg etc.

Gebühren nach dem Postgesetz von 1858

An den grundsätzlichen Regeln hat sich nichts geändert. Es befinden sich Hannoversche Postanstalten in Hamburg, Ritzebüttel, Bremen, Bremerhaven, Vegesack und Hagenburg.
Briefe: Ein einfacher Brief ist ein solcher, welcher nicht voll 1 Lot wiegt. Briefe über 4 Lot werden nur auf Wunsch mit der Briefpost befördert. Briefe über 16 Lot werden in jedem Falle mit der Fahrpost befördert. Für Postsendungen, welche durch Briefsammlungen besorgt werden, ist bis zum nächsten Postort für einen einfachen Brief ½ Gr., für einen schwereren Brief oder ein Paket, ohne Rücksicht auf Wertangabe 1 Gr. zu zahlen. Für Sendungen darüber hinaus ist nur das taxmäßige Porto von diesem Postort ab zu entrichten.
Probenbriefe: Briefe mit angehängten Warenproben oder Muster über 16 Lot werden wie Fahrpostgegenstände behandelt.
Kreuzbandsendungen: Für Zeitungen, uneingebundene oder broschierte Druckschriften, durch Druck, durch Lithographie oder Metallographie vervielfältigte Musikalien, Kataloge, Prospekte, Preis-Courante, Lotterie-Gewinnlisten, Ankündigungen und sonstige Anzeigen, desgleichen Korrekturbogen ohne beigefügtes Manuskript, unter schmalem Streif- und Kreuzband sind per Lot 3 Pf. zu zahlen. Kreuzbandsendungen über 16 Lot sind unzulässig.
Fahrpost: Wird nach Maßgabe der Entfernung, des Gewichts und des angegebenen Werts bestimmt. Für Sendungen bis 1 Pfund auf 4 Meilen soll nur 1½ Groschen als Minimalporto bezahlt werden. Die Taxe bei Pfunden ist zunächst auf Viertelgroschen zu erhöhen und dann auf volle Pfennige abzurunden (z. B. 1/6 Gr. = 1 Gr.). Überschießende Lote werden für ein volles Pfund gerechnet.
Adressbriefe: Adressbriefe zu Päckereien unter ein Lot sind frei. Für schwerere Adressbriefe ist vom ganzen Gewicht das Porto wie für andere Briefe zu zahlen, jedoch ohne Zuschlag für Nichtfrankieren. Bei angegebenem Wert kommt eine Werttaxe (Versicherungsprämie) hinzu.
Werttaxe: Bei Wertangabe spielt es keine Rolle ob die Sendung in barem Gelde, in Gold oder Silberbarren, in Papiergeld, in Wertpapieren oder in Waren besteht, es spielt auch keine Rolle wie hoch der Wert angegeben wird. Garantie wird nur bis zum angegebenen Wert geleistet. Bei Fahrpostsendungen ohne Wertangabe wird nur bis zum Betrag von 10 Groschen per Pfund ersetzt. Gehören mehrere Wertpakete zu einer Adresse, oder eine zusätzliche Wertangabe auf der Adresse, so wird jede Sendung einzeln berechnet.
Postvorschüsse: Postvorschüsse sind bis 50 Taler möglich. An Porto wird bei Briefen die Minimal-Taxe einer Fahrpostsendung, und bei Päckereistücken die Päckereitaxe und ggf. die Werttaxe berechnet. Es besteht kein Frankierungszwang. Nicht zustellbare frankierte Sendungen sind vom Absender zu begleichen.
Bare Einzahlung sind bis 40 Taler zugelassen. Neben dem Porto wird, für einen ausschließlich einfachen Brief, die Minimaltaxe einer Fahrpostsendung und dazu eine Gebühr von 1 Groschen für je 5 Taler des eingezahlten Betrags erhoben. Bei Unzustellbarkeit gilt das für Postvorschüsse gesagte.
Scheingeld: Die Gebühr für den Aufgabeschein beträgt 5 Pf. und wird zusammen mit dem Porto bezahlt.
Gebühr für Anfertigung von Adressen für Signaturen: Wenn der Absender einer Fahrpostsendung, zu welcher eine Adresse gehört, diese nicht angefertigt, oder die Signatur nicht vollständig angebracht hat und das Postbüro ersucht dies für ihn zu erledigen, so wird dafür eine besondere Gebühr erhoben. Die Gebühr darf nie höher als 1 Ggr. genommen werden. Sie ist stets vom Auftraggeber zu entrichten.
Bestellgeld: Für die Bestellung innerhalb des Postortes, einschließlich der Vorstädte werden erhoben:
- a) für einen gewöhnlichen Brief, eine Kreuzbandsendung oder einen Probebrief, ohne Unterscheidung des Gewichts = 2 Pf.
- b) für einen rekommandierten Brief, für eine Retour-Recepisse, für eine Adresse oder Abforderungsschein zu einer Fahrpost, sowie für ein Adresspaket, sofern solches den Briefträgern zur Bestellung überhaupt übergeben werden können, = 5 Pf.
- c) für einen am Bestellungsort selbst aufgegebenen Brief = 3 Pf.

An einigen Orten werden Päckereien und Geldsendungen zugestellt werden. Die dafür zu entrichtende Gebühr wird von der Postdirektion festgesetzt.
Für die Zustellung nach den äußeren Zustellbezirken ist zu erheben:
- a) für einen Brief, eine Kreuzbandsendung oder ein Probebrief, ein Rückschein, eine Adresse oder ein Ablieferungsschein zu einer Fahrpostsendung, für Pakete bis zu einem halben Pfund und zu einem Werte bis höchstens 1 Taler, für bare Einzahlungen und Vorschüsse bis 1 Taler = 1 Gr.
- b) für jedes schwerere Paket, für Sendungen mit höherem Wert, wenn der Landbriefträger solche überhaupt zustellt = 2 Gr.
- c) für lokale Correspondenzen = 3 Pf.

Die Postverwaltung kann diese Sätze auch bis auf die Hälfte ermäßigen. Auf Wunsch konnten die Sendungen vom Postbüro abgeholt werden. Statt der Bestellgelder konnte eine Pauschale, als Fachgebühr zwischen 2 und 16 Taler, gezahlt werden.
Contogebühren: Es wird dem Postbeamten eine Vergütung von 1 Gr. pro Taler, mindestens aber 5 Gr. zugestanden.
Für Expresse Bestellung ist bei Tage 2½ Gr. bei Nacht 5 Gr. zu zahlen. Für Sendungen nach außerhalb wird, für die Herbeischaffung eines Boten 2½ Gr. und dann der übliche Botenlohn gefordert. Eine Änderung brachte die Bekanntmachung vom 21. Januar 1861. Nun ist für die Expresse Bestellung zu entrichten: Innerhalb des Postorts (einschließlich der Vorstädte) 3 Groschen, außerhalb des Postorts der dem Boten zu zahlende Lohn und außerdem 3 Groschen für die Herbeischaffung des Boten.

### Tarif vom 1. Oktober 1862

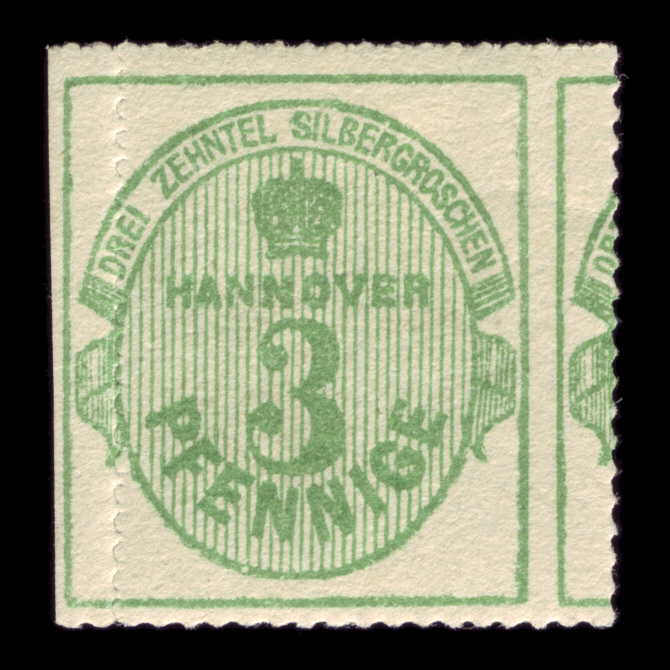
Briefmarke 1864

Die Taxe für Briefpostsendungen soll zwischen allen Postorten ohne Rücksicht auf die Entfernung die gleiche sein. Die Taxe für Fahrpostsendungen soll sich nach der Entfernung der Postorte voneinander richten, welche ohne Rücksicht auf die von den Posten zurückgelegten Wege in gerader Richtung zu ermitteln sind. Als Gewicht wird seit 1857 das Landesgewicht = 1 Pfund zu 30 Postlote angewendet. Nach wie vor ist eine Teilfrankatur unzulässig. Portoermäßigungen sollen weiterhin nicht zugestanden werden.

Hannoversche Posttarife ab 1862

Briefe: Ein einfacher Brief soll unter 1 Lot wiegen. Briefe über 4 Lot bis '½ Pfund gehören nur auf ausdrücklichen Wunsch des Absenders zur Briefpost, ansonsten zur Fahrpost.
Akten-Taxe: Für Briefe oder Pakete mit Akten, Schriften, Dokumenten, Staatspapieren etc. ohne angegebenen Wert und ohne Beschränkung im Format werden zum Tarif für Briefe als Aktensendungen befördert.
Kreuzbandsendungen: Für Kreuz- oder Streifbandsendungen soll im Falle der Vorausbezahlung und der vorschriftsmäßigen Beschaffenheit bis zu 1 Lot ausschließlich und ferner für je 1 Lot der Satz von 3 Pf., sonst aber das gewöhnliche Briefporto erhoben werden. Bei mit Marken ungenügend frankierten Sendungen wird das gewöhnliche Porto für einen unfrankierten Brief ebenfalls nur für die unberichtigten Lote oder Lotteile angesetzt.
Fahrpost: Die Taxe der Fahrpostgegenstände wird nach Maßgabe der Entfernung, des Gewichts und des angegebenen Wertes bestimmt.
Päckereitaxe: Für Sendungen bis zum Gewicht von 1 Pfund soll, auf Entfernungen bis 4 Meilen, das Minimalporto nur 1½ Gr. betragen. Wenn die nach der Pfundzahl berechnete ganze Taxe nicht in volle oder halbe Groschen ausläuft, so ist der Taxbetrag zunächst auf Viertel-Groschen zu erhöhen und dann auf volle Pfennige abzurunden. Überschießende Lote werden für ein volles Pfund gerechnet.
Adressbriefe: Gehören zu einer Adresse mehrere Päckereistücke, so wird jedes besonders taxiert. Adressbriefe unter 1 Lot sind portofrei, schwerere werden mit der Päckereitaxe belegt. Ist der Adressbrief zu einem Wertinhalt deklariert, so unterliegt derselbe der vollen Taxe einer Wertsendung.
Werttaxe: Die Werttaxe oder Versicherungsprämie ist neben der Taxe nach dem Gewicht von allen Gegenständen zu entrichten, deren Wert angegeben ist. Der Inhalt spielt keine Rolle mehr. Die Wertangabe bedingt die Höhe der Garantie der Post. Für undeklarierte Fahrpostsendungen werden nur 10 Groschen per Pfund ersetzt. Bezüglich der Sendungen über 1.000 Taler tritt für die übersteigende Summe eine Ermäßigung der Werttaxe um 50 % ein. Wenn zu einer Adresse mehrere Wertgegenstände gehören, oder der Adressbrief selbst zu einem Wertinhalt deklariert ist, so wird für jeden Teil das Wertporto besonders berechnet.
Aufgabeschein: Über aufgelieferte Wertgegenstände ist stets ein Aufgabeschein für 5 Pf. zu entnehmen. Soviel kostet auch der Schein zu einem gewöhnlichen Paket, der allerdings ausdrücklich verlangt werden muss. Im inneren Verkehr ist die Scheingebühr stets zusammen mit dem Porto zu zahlen. Für Sendungen ins Ausland zahlt, in jedem Falle der Aufgeber.
Postvorschuss: Postvorschüsse sind bis 50 Taler zugelassen. Es sind zu zahlen: das Porto, die Päckereitaxe, ggf. auch das Wertporto, eine Procura-Gebühr von ½ Groschen für jeden Taler, oder Teile davon, mindestens 1 Gr. zu zahlen. Für einen nicht eingelösten Vorschussbrief bis 4 Lot ist, wenn nicht bereits gezahlt, die Procura-Gebühr und das Porto für die Einsendung nachzuzahlen. Für andere Sendungen ist, neben der Procura-Gebühr, das Porto für die Hin- und Rücksendung zu zahlen.
Bare Einzahlung: Für die bare Einzahlung zur Wiederauszahlung an einem anderen Postort. Bis 50 Taler sind zu entrichten:
- a) an Porto für den an den Empfänger gerichteten einfachen Brief, oder an dessen Stelle vertretende offene Couvert die Päckereitaxe, und
- b) eine Gebühr von 1 Gr. für je 5 Taler des eingezahlten Betrages. Im Falle der Unanbringlichkeit einer Barzahlung ist die Rücksendung frei.

Bestellgeld
Innerhalb eines Ortes, einschließlich der Vorstädte ist zu entrichten:
- a) Für eine gewöhnliche Briefsendung, ohne Unterschied des Gewichts = 2 Pf.
- b) für einen rekommandierten Brief, für eine Retour-Rezepisse, für eine Adresse oder einen Abforderungsschein zu einer Fahrpostsendung, sowie für ein Adresspaket, sofern der Briefträger solche mitnehmen kann, = 5 Pf.
- c) für einen am Bestellungsort selbst aufgegebenen Brief = 3 Pf.

An Orten, wo Päckereien und Geldsendungen zugestellt werden, wird die Bestellgebühr, den örtlichen Verhältnissen entsprechend, festgesetzt. Auf dem platten Land, sofern ein Bestelldienst eingerichtet ist:
- a) für eine gewöhnliche Briefsendung, für eine Retour-Rezepisse, eine Adresse oder einen Abforderungsschein zu einer Fahrpostsendung, für Pakete bis zu einem halben Pfund und bis höchstens 1 Taler, Sendungen mit baren Einzahlungen und Postvorschüsse bis 1 Taler für 1 Gr.
- b) für jedes über ½ Pfund schweres Paket, für jede Sendung über 1 Taler Wertangabe, sofern der Briefträger solche mitnehmen kann für 2 Gr.

Diese Sätze können von der Postverwaltung um 50 % ermäßigt werden.
Gleiche Sätze gelten auch für lokale Sendungen.
Sendungen, die zurückgesendet werden müssen, und Poste-restante-Sendungen werden drei Monate aufbewahrt. Postvorschüsse jedoch bereits nach 14 Tagen. Für die Rücksendung wird bei Briefen kein Rückporto erhoben. Fahrpostsendungen zahlen Hin- und Rückporto. Für Adressbriefe von 1 bis unter 4 Lot wird kein Rückporto erhoben.
Für das Nachsenden wird bei Fahrpostsendungen das Porto vom Bestimmungsort bis zum anderen berechnet. Procura- oder Bareinzahlungsgebühren werden nicht noch einmal angesetzt.
Laufzettel: Für einen Laufzettel ist das einfache Briefporto zu entrichten, welches aber zurückgezahlt wird, wenn bei Zurückkunft des Laufzettels der gehegte Zweifel sich als begründet erweist. Ein Laufzettel zu einem Laufzettel ist kostenfrei.
Contogebühren: Der Postbeamte kann auf eigene Gefahr Privatpersonen Porto kreditieren. Er kann dafür, mit Ausschluss der Postvorschüsse, von jedem Taler 1 Gr., mindestens aber 5 Gr. verlangen.
Local-Taxe: Für den einfachen Brief von einer Briefsammlung zum nächsten Postort oder zurück wird ein Porto von ½ Gr., für schwerere Briefe oder ein Paket, ohne Rücksicht auf Wertangabe 1 Groschen verlangt. Für weiterführende Sendungen wird kein zusätzliches Porto erhoben.
Expresszustellung: Es sind zu zahlen: innerhalb des Postorts 3 Gr., außerhalb des Postorts, der dem Boten zu zahlende Lohn und außerdem 3 Gr. für die Herbeischaffung des Boten.
Das Gesetz zur Einführung der Postanweisungen tritt am 16. August 1865 in Kraft. Das Gesetz ersetzt die Vorschriften zur Sendungsart bare Einzahlung. Bare Einzahlung wird ersetzt durch Postanweisung. Der Höchstsatz bleibt unverändert bei 50 Taler. Das Porto ist im Voraus zu zahlen. Eine besondere Gebühr für den Aufgabeschein wird bei Postanweisungen nicht erhoben. Das Bestellgeld entspricht dem des gewöhnlichen Briefes. Die Postanweisungs-Formulare können von den Postbüros erworben werden. Formulare zu 1 Gr. können, durch Nachkleben einer Frankomarke, auch zu Postanweisungen zu 2 Gr. verwandt werden. Einschreibung und Rückscheine sind nicht zugelassen, wohl aber poste-restante oder eine expresse Zustellung.
Mit dem Ende der Kgl. Hannoverschen Post 1866 änderten sich die Tarife kaum. Die Bestimmungen des Preußischen internen Porto-Tarifs und Zeitungs-Provisions-Tarifs werden im Verkehr zwischen dem ehemals hannoverschen und dem alt-preußischen Postgebiet übernommen. Für Hannover gilt der alte hannoversche Inlandtarif im Wesentlichen weiter.

## Briefmarken

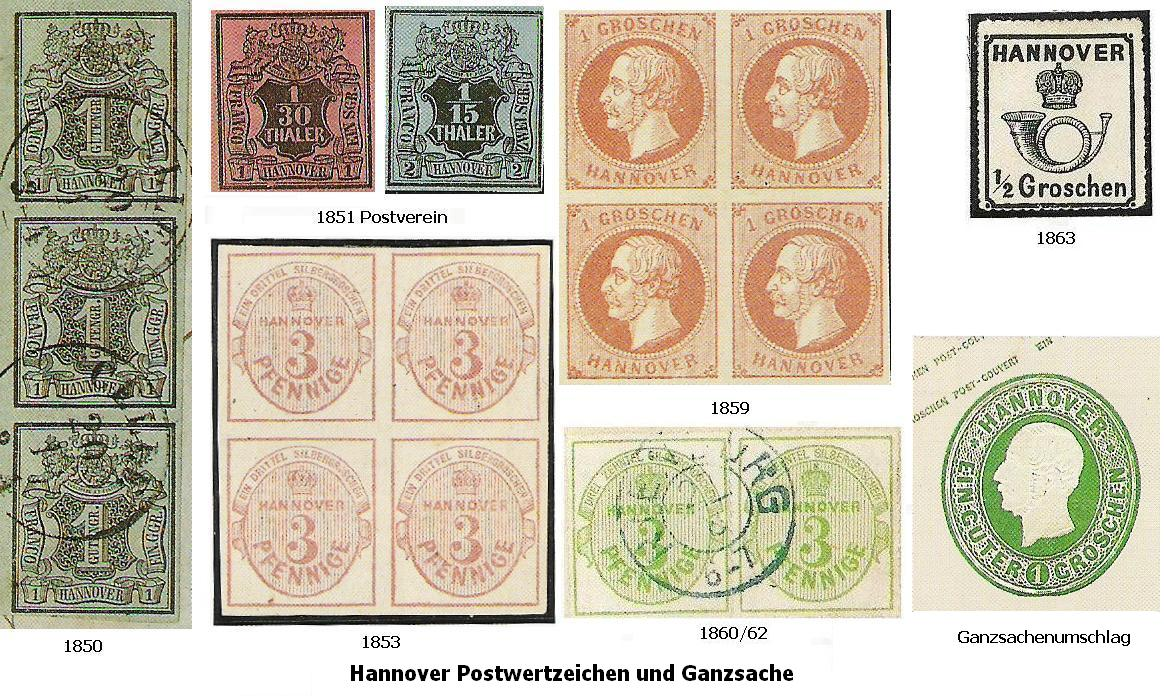
Briefmarkenausgaben aus Hannover

Die ersten Briefmarken aus Hannover von 1850 zeigen in einem Schild, über dem das kgl. Wappen, den Wert der Marke in Zahlen und die Inschrift „Franco“ und „Hannover“. 1853 kam eine Marke mit der kgl. Krone im ovalen Schild mit doppelter Währung (Postverein) zu „3 PFENNIGE“ und, über dem Oval „EIN DRITTEL SILBERGROSCHEN“. Ein weiteres Markenbild, das Bildnis des Königs in einem runden Medaillon, kam 1859 an den Schalter. 1860 wurde eine Stadtpostmarke zu ½ Groschen. Auf weißem Grund steht ein Posthorn, darüber die Krone und dann das Wort „HANNOVER“, darunter die Wertangabe. Frei-Couverts kamen 1857 in Gebrauch. Oben links auf dem Umschlag zeigt ein Oval das Bildnis des Königs. Für die Stadtpost gab es einen „Bestellgeld frei“ Eindruck, mit Kleeblatt 1858, bzw. mit galoppierendem Pferd 1861. Für Postanweisungen wird das Bild der Marke von 1859 verwendet.

### Fälschungen
Es gibt nur sehr wenige Fälschungen von Hannover. Nachdrucke lassen sich leicht erkennen. Aus der 3-Pfennig-Marke von 1864 wird durch Abschneiden des Durchstichs versucht, sie als teurere Marke von 1863 zu verkaufen. Die Mindestgröße beträgt 21,5 × 24,5 mm. Vor dem Erwerb der 10-Groschen-Marke von 1861 sollte man einen Prüfer befragen, durch Vergleichsmaterial lassen sich Fälschungen erkennen. Mehr Fälschungen als Originale findet man von den schwarzen ½-Groschen-Marken. Bei der Fälschung sind bei der Halterung links neben dem Mundstück des Posthorns eine dicke, statt zweier dünner Linien zu sehen.